# NGC 4864
NGC 4864 é uma galáxia elíptica (E6) localizada na direcção da constelação de Coma Berenices. Possui uma declinação de +27° 58' 35" e uma ascensão recta de 12 horas, 59 minutos e 13,2 segundos.
A galáxia NGC 4864 foi descoberta em 13 de Abril de 1831 por John Herschel.